# 托莱多的埃利诺拉肖像
《托莱多的埃利诺拉肖像》（意大利语：Eleonora di Toledo col figlio Giovanni）是意大利艺术家 布龙齐诺 最著名的作品之一，   绘制于 大约 1545年。这幅画现藏于意大利佛罗伦萨的乌菲兹美术馆，被认为是风格主义肖像画的杰出典范之一。 画中描绘的是托斯卡纳大公科西莫一世德美第奇的妻子托莱多的埃利诺拉，手搭在儿子的肩膀上。这是一幅文艺复兴时期理想女性的形象。 画中出现统治者的继承人，因为科西莫希望暗示，他的统治将为公国带来稳定。 